# Thallochrysidales
Ordre
Les Thallochrysidales sont un ordre d'algues unicellulaires Ochrophyte de la classe des Chrysophyceae.

## Liste des familles
Selon AlgaeBase (9 mars 2022) :
- Thallochrysidaceae Conrad, 1914